# Sankthelenaduva
Sankthelenaduva (Dysmoropelia dekarchiskos) är en förhistorisk utdöd fågel i familjen duvor inom ordningen duvfåglar. Fågeln beskrevs 1975 utifrån subfossila lämningar funna på ön Sankt Helena i södra Atlanten. Tidigare troddes den ha dött ut snart efter människans ankomst till ön 1502. Nya studier visar dock att den troligen dog ut redan under den senaste istiden.